# Tiberius Claudius Balbillus
Tiberius Claudius Balbillus  (ca. 3 - Rome, 79) was een politicus en astroloog uit de tijd van de keizers Claudius en Nero. Van 55 tot 59 was hij praefectus Alexandreae et Aegypti.
Balbillus was een Romeins burger van Griekse afkomst, die behoorde tot de stand van de equites. Hij werd beschouwd als een zoon van de astroloog Tiberius Claudius Thrasyllus, die gehuwd was met Aka, een prinses uit Commagene. Uit onder meer een teruggevonden contract uit 34, waarin Balbillus genoemd wordt als een van de twee eigenaren van een badhuis bij Theogonis, blijkt dat hij een bemiddeld man moet zijn geweest.
Tijdens het bewind van keizer Caligula vluchtte hij van Rome naar Alexandrië, maar hij keerde terug onder Claudius, met wie hij vanuit zijn jeugd bevriend was geraakt in het huis van Thrasyllus. In 43 vergezelde hij Claudius bij zijn veldtocht naar Britannia als officier in het Legio XX Valeria Victrix. Na de veldtocht werd hij gelauerd.
Claudius benoemde Balbillus tot hogepriester van de tempel van Hermes in Alexandrië en bibliothecaris van de Bibliotheek van Alexandrië. Daardoor reisde hij veel heen en weer tussen Alexandrië en Rome. Hij voorspelde een zonsverduistering die viel op een verjaardag van de keizer. Ook nadat Claudius de astrologen uit Rome verdreven had, bleef hij tot Claudius' adviseurs behoren. Onder Nero wist hij te ontkomen aan het lot dat veel andere astrologen trof, die door Nero ter dood veroordeeld werden.
In 55 benoemde Nero hem tot praefectus Alexandreae et Aegypti. Hij bekleedde het ambt tot 11 oktober 59. Hij bleef ook na zijn ambtstermijn in Alexandrië wonen.
Onder Vespasianus keerde Balbillus terug naar Rome. Vespasianus uitte zijn waardering voor Balbillus door in Efeze Spelen ter ere van hem in te stellen, die tot in de derde eeuw regelmatig werden gehouden.